# Denis Christophe Pasquier de Bois-Rouvray
Denis Christophe Pasquier de Bois-Rouvray a été député de l'Assemblée nationale constituante, représentant de la noblesse, pour le bailliage de Château-Thierry.

## En savoir plus